# Hannon Wielki
Hannon Wielki (III w. p.n.e.) – kartagiński arystokrata, polityczny przeciwnik rodu Barkidów (szczególnie Hamilkara Barkasa). Zdobył numidyjskie miasteczko Theveste (dziś Tebessa). Przez pewien czas był strategiem Libii. Następnie dowodził kartagińczykami przeciw zbuntowanym najemnikom. Pod koniec życia prowadził negocjacje z Masynissą.